# Einheitliche Datenbankschnittstelle
Als einheitliche Datenbankschnittstelle (EDBS) bezeichnet man das standardisierte Datenformat zum Austausch der Daten der in Deutschland gebräuchlichen Geoinformationssysteme Automatisierten Liegenschaftskarte (ALK) und  Amtliches Topographisch-Kartographisches Informationssystem (ATKIS).

## Ursprung
EDBS wurde ursprünglich für den Austausch von Daten der Automatisierten Liegenschaftskarte (ALK) entwickelt. Diese bildet als bildlicher Teil zusammen mit dem automatisiert geführten Liegenschaftsbuch (ALB) das Liegenschaftskataster. Vergleichbar sind diese Bemühungen mit dem SDTS-Format des U.S. Geological Survey für den nordamerikanischen Raum.

## Einheitlich
Das Attribut einheitlich dieser Datenschnittstelle hat bei der Verbreitung im Markt teilweise zu erheblichen Irritationen geführt. Aus Sicht der Datennutzer wurde damit die Erwartung verbunden, dass die übermittelten Daten in ganz Deutschland einheitlich sind. Diese Erwartung konnte jedoch vom amtlichen deutschen Vermessungswesen nicht erfüllt werden und war auch nicht beabsichtigt. Tatsächlich rührt das Attribut lediglich daher, dass die Daten der Teildateien des ALK-Datenbankteils (Punktdatei, Grundrissdatei, Datei der Messungselemente, Attributdatei) über einen einheitlichen Mechanismus als sequentielle, textorientierte Datei ausgegeben werden können. Die in den Teildateien geführten Daten (und hier insbesondere die gewählten Objektschlüssel, Linienschlüssel, Ausgestaltungsschlüssel usw.) konnten jedoch auf Grund unterschiedlicher fachlicher Anforderungen in den Ländern nicht durchgängig einheitlich sichergestellt werden.
Neben dieser trotz einheitlicher Strukturen vorhandenen Uneinheitlichkeit der über EDBS übermittelten Inhalte, ist außerdem festzustellen, dass die EDBS auch nicht von allen Vermessungsverwaltungen der Länder verwendet wurde. Im Bereich ALK wird das EDBS-Format in Nordrhein-Westfalen, Hessen, Niedersachsen, Schleswig-Holstein, Berlin, Brandenburg, Bremen, Rheinland-Pfalz, Sachsen-Anhalt, Sachsen, Thüringen und Mecklenburg-Vorpommern verwendet. 
ATKIS-Daten werden von allen Bundesländern im EDBS-Format angeboten.
Bei der ALK/DFK ist das nicht der Fall: In Baden-Württemberg werden Daten des Landesvermessungsamtes bislang im SICAD-SQD-Format oder BGRUND-Format [Baden 1990] bereitgestellt. In Bayern steht neben dem SQD-Format das DFK-Schnittstellenformat (DFK: Digitale Flurkarte) zur Verfügung [Bayern 1993].
Die Daten der Vermessungsverwaltungen der Länder bilden nur einen Teil der Geoinformationssysteme (GIS) – die sogenannten Geobasisdaten – in Deutschland; daneben gibt es eine Vielzahl von Geoinformationen aus den anwendenden Bereichen. Hier hat sich bis heute kein für Deutschland allgemein gültiger Schnittstellenstandard durchsetzen können.

## Aufbau
Die Definition der EDBS erfolgte im Rahmen des Gesamtsystems „Automatisierung der Liegenschaftskarte“ (ALK-System). Die Struktur ist textbasiert, vektororientiert und beinhaltet die vollständige Topologie. 
EDBS-Satzinhalte werden unmittelbar durch das ALK/ATKIS-Datenbankmodell definiert.
Ein EDBS-Satz besteht aus:
- SA – Satzart „EDBS“
- SL – Satzlänge bestehend aus den zwei Teilen ‚Länge des Satzes‘ und ‚Beginn des Suchkriteriums‘ (je 4-stellig numerisch)
- OP – Operation, 4-stellig, z. B. „FEIN“ (Fortführung EINtragen), „FLOE“ (Fortführung LOEschen), „BSPE“ (Benutzung von SPEichereinheiten = Auszug) usw.
- QU – Quittungs- und Editierschlüssel (Satznummer, Satzfolge, „A“ (Anfang) – „F“ (Folge) – „E“ (Ende), bei mehr als 2000 Zeichen, Quittungsschlüssel)
- IN – Informations-Name,  z. B. ULOBNN (OB = Objektdatei = Grundriss), ULPUNN (PU = Punktdatei), ULTANN (ATKIS-Attribute)
- II – Informations-Inhalt entsprechend IN
- SK – Suchkriterium, Positionierung des DB-Cursors (z. B. bei Fortführung von Objekten), vergleichbar mit der Where-Clausel von SQL

z. B.
EDBS01180000FEIN000019 0000ULOBNN 0001000144593923269836616847 00010001...
Ein EDBS-Auftrag beginnt immer mit einem AKND-Satz (Auftragskenndaten) und endet mit einem AEND-Satz (Auftragsende). In einer EDBS-Datei können mehrere Aufträge vorkommen.
Als Trennzeichen zwischen EDBS-Sätzen sind Zeilenwechsel LF (Unix) oder CR+LF (DOS) üblich.
Die ALK/ATKIS – Datenbank beinhaltet verschiedene Dateien (bzw. Tabellen), zu deren Bearbeitung unterschiedliche EDBS-Sätze verwendet werden (II). EDBS dient grundsätzlich zur Fortführung oder Ausgabe der entsprechenden Dateien und bildet die Datenstrukturen dieser Dateien ab. Es wird zwischen Primärdaten und Verwaltungsdaten unterschieden.
In den Primärdateien werden die Nutzdaten gespeichert. Dazu zählen:
- Grundrissdatei
- Attributdatei (nur ATKIS)
- Punktdatei
- Datei der Messungselemente

Es gibt daneben noch verschiedene Verwaltungsdateien (zumindest in der ALK/ATKIS Datenbank-Version der AdV). Diese werden nicht über EDBS, sondern über DBVS (Datenbank-Verwaltungs-Schnittstelle) bearbeitet oder ausgelesen:
- Verschlüsselungsdateien
- Berechtigungsdatei
- Numerierungsbezirksdatei
- Bezieher-Sekundärnachweis (BZSN) Verwaltung
- Datenbank-Verwaltung

In der Grundrissdatei werden die Vektoren des Kartenbildes gespeichert. Dabei ist die Objektbildung unverzichtbar. Linien werden stets inklusive ihrer Funktion (z. B. Flurstücksgrenze, Gebäudekante, Böschungsoberkante usw.) und ihrer Objektzugehörigkeit (Verknüpfung über die siebenstellige Objektnummer) gespeichert. Jedes Objekt hat eine Objektkoordinate. Das ALK-System kennt Punkt-, Linien- und Flächenobjekte, in einigen Bundesländern auch Rahmenobjekte (Geometrie ohne vollständige Objektbildung). Das ATKIS-System beinhaltet darüber hinaus noch komplexe Objekte, eine Zusammenfassung mehrerer Einzelobjekte.
Inhalte der Grundrissdatei sind unter anderem: 
- Objektnummer A999525
- Objektteilnummer 1 (nur ALKIS)
- Objektart 3102 (= Weg)
- Folie 104
- Objekttyp L(inie)
- Labelpunkt (3418315.94,5765981.04)
- Entstehungsdatum  921123 (= 23. November 1992)
- Anfangspunkt (3418583.34,5765292.92)
- Endpunkt (3418761.27,5765110.19)
- Zwischenpunkt(e) (3418644.90,5765115.08)

Die Attributdatei enthält Sachdaten, die mit Grundrissobjekten verknüpft sind. Sie kommt nur im ATKIS-System vor.
In der Punktdatei werden die spezifischen Angaben zur Katalogisierung der einzelnen Messpunkte, wie Punktnummer, Punktart (Grenzpunkt, Gebäudepunkt usw.), Genauigkeit, Entstehungsdatum, Vermarkungsart, Aktenhinweise usw. gespeichert. Die Punktdatei hat vorwiegend katasterinterne Bedeutung.
Ein Punkt kann in der Punktdatei in verschiedenen Koordinatensystemen (Netzen) gespeichert werden. 
Die Datei der Messungselemente ist nicht von Bedeutung. Hier können weitere Angaben zu gemessenen Punkten als Ergänzung zur Punktdatei gespeichert werden.

## Zukunft
Zurzeit wird daran gearbeitet, Automatisierte Liegenschaftskarte (ALK) und Automatisiertes Liegenschaftsbuch (ALB) in das einheitliche System Amtliches Liegenschaftskatasterinformationssystem (ALKIS) zusammenzufassen. Im Zuge dieser Umstellung wird als Nachfolger für EDBS auf Basis des XML-Standards die Normbasierte Austauschschnittstelle (NAS) entwickelt. 
ALKIS sollte ursprünglich ab 2007 bundesweit eingeführt werden.